# Данаил Паунов
Данаил (Димитър) К. Паунов е български духовник и общественик, деец на Върховния македоно-одрински комитет.

## Биография
Данаил Паунов е роден в Болград в семейството на български преселници от Свищов. От 1858 година учи в Киевската духовна семинария, а в 1862 година слуша лекции в университета „Свети Владимир“. По-късно се заселва в Свищов. Заедно с Лило Яковов е делегат от Свищовското дружество на Осмия македоно-одрински конгрес от април 1901 година.